# Val Liona
Val Liona (Val Liona in veneto) è un comune italiano sparso di 3 067 abitanti della provincia di Vicenza in Veneto.
È stato istituito il 17 febbraio 2017 dalla fusione dei comuni di Grancona (con frazioni San Gaudenzio e Spiazzo) e San Germano dei Berici (con frazioni Campolongo e Villa del Ferro). La sede comunale si trova in località Pederiva.

## Geografia fisica
Il territorio comunale si estende sui Berici centro-meridionali e in particolare lungo la valle dello scolo Liona che dà il nome al comune. Quest'ultima, inizialmente molto ampia, si apre sulla pianura veneta tra Orgiano e Sossano e si allunga tra i colli sostanzialmente in direzione sud-nord. Sul fondo si collocano la maggior parte dei centri abitati: nell'ordine, Campolongo, Villa del Ferro, San Germano dei Berici, Spiazzo, Pederiva. Da Spiazzo la valle tende a restringersi; dopo Pederiva si dirama la valle Gazzo (che conduce all'omonima località di Zovencedo), mentre l'asse principale piega verso est risalendo fino a Zovencedo. Per quanto riguarda le rimanenti frazioni, Grancona domina Pederiva, collocandosi in posizione sopraelevata alla destra della valle, mentre San Gaudenzio si trova sul versante occidentale dei colli, oltre il valico detto Bocca d'Ascesa.
L'altitudine massima, 317 m s.l.m., si riscontra in corrispondenza dell'angolo nordorientale del territorio comunale, nei pressi della località Ca' Bertoldo.

## Storia

### Simboli
Lo statuto comunale così descrive lo stemma, non ancora concesso con decreto presidenziale:
colore giallo con all’interno la Val Liona stilizzata rappresentata da due colline di due diverse tonalità di verde nella quale è situato un torrione merlato alla guelfa, simbolo di Grancona, il torrente Liona ed un ponte simbolo di San Germano dei Berici. Sullo sfondo il cielo azzurro con due stelle in ricordo dei Comuni di Grancona e San Germano dei Berici che hanno generato il Comune di Val Liona. Ai piedi dello scudo un nastro 
con la scritta Val Liona.»
(Statuto comunale, art. 2, c. 8)
Il gonfalone è un drappo partito di azzurro e di rosso.

## Monumenti e luoghi di interesse

### Architetture religiose
- Chiesa di San Germano, chiesa parrocchiale: è intitolata a Germano di Capua. Storicamente dipendente dalla pieve di Barbarano, la chiesa è già ricordata come parrocchia alla fine del XIII secolo. L'edificio ha subito poi opere di ristrutturazione ed è stato interamente ricostruito nel corso del XVIII secolo. All'interno conserva una pala di Giovanni Battista Pittoni.
- Chiesa di San Martino vescovo, chiesa parrocchiale di Villa del Ferro: risale anch'essa al periodo medievale, ma è stata rifatta nel 1788.
- Chiesa di Sant'Andrea, chiesa parrocchiale di Campolongo.
- Oratorio di San Lorenzo, detto "La Cesola", in località Carbonarola.
- Chiesa di San Pietro, chiesa parrocchiale di Grancona
- Chiesa di San Vincenzo, chiesa parrocchiale di Spiazzo: nota per un'antica immagine della Vergine Addolorata, un affresco del XV secolo attribuito a Battista da Vicenza. L'edificio attuale risale al XVIII secolo e comprende il campanile con loggiato a bifora, del quale venne mutato l'orientamento intorno al 1956.

### Architetture civili
- Villa Bollani-Brunello, risalente al XVIII secolo.
- Villa Vajenti, complesso costituito da una grande barchessa a sette archi, costruita all'inizio del XVII secolo, dal corpo padronale cinquecentesco, che un lungo portico collega alla cappella di Sant'Antonio, costruita nel 1754 e attribuita a Francesco Muttoni.
- Villa Dolfin, a Campolongo, risalente al XVII secolo.
- Villa Custoza Lazzarini detta Ca' Priuli, a Villa del Ferro, risalente alla seconda metà del XVI secolo, opera di artista sconosciuto ma affine alla visione di Vincenzo Scamozzi.
- Villa Giacometti, eretta nel XV secolo in stile tardo gotico a Villa del Ferro.
- Nella frazione di Pederiva funzionano ancora il mulino Piombino e il mulino Dugo, uno basato sulla tecnica a spinta, l'altro su quella a peso. Il mulino Dugo risale al 1410 ed è stato restaurato l'ultima volta nel 1999. A partire dalla fine dell'Ottocento le parti in legno più soggette ad usura furono sostituite dal ferro. A partire dalla seconda metà del Novecento con l'avvento del motore elettrico cessò l'utilizzo dell'acqua per far funzionare i mulini.

## Società

### Evoluzione demografica
Abitanti censiti

## Geografia antropica

### Frazioni
Le frazioni in cui il comune si suddivide sono: Campolongo, Grancona, San Germano dei Berici, Spiazzo e Villa del Ferro.

## Amministrazione
Dal 17 febbraio 2017 il comune è stato amministrato da un commissario prefettizio in attesa delle prime elezioni per il nuovo consiglio comunale. Il 12 giugno 2017 viene eletto sindaco Maurizio Fipponi.